# Ernestas Šetkus
Ernestas Šetkus (født 25. maj 1985 i Tauragė) er en litauisk fodboldspiller, der spiller for den cypriotiske klub Nea Salamis Famagusta FC
Inden Šetkus kom til Nea Salamis Famagusta FC var han på et prøveophold i den danske klub Viborg FF.